# Різанина в Чорному Лісі
Різанина в Чорному Лісі (пол. Mord w Czarnym Lesie) — розстріл близько 250 представників польської інтелігенції Станиславова (здебільша вчителів), скоєний гестапівцями за наказом Ганса Крюгера у ніч із 14 на 15 серпня 1941 р. у місцевості Чорний Ліс під Станиславовом (тодішня ґміна Пасічна).

## Передісторія
Головною метою вторгнення нацистської Німеччини у Польщу 1 вересня 1939 р. була ліквідація польської державності та біологічне винищення польської нації, визнаної за псевдонауковими критеріями нацистської расової політики «малоцінною». З цих міркувань поляки мали бути позбавлені своєї інтелектуальної еліти і т. зв. керівних верств, які входили до складу державного керівництва та національного проводу.
Восени 1939 року після завершення бойових дій вересневої кампанії, різні нацистські формування взялися за реалізацію т. зв. акції «Інтелігенція» (нім. Intelligenzaktion), що тривала з перервами до 1943 року та була націлена на польську інтелектуальну еліту. Акція здійснювалася з різною інтенсивністю в тих чи інших краях окупованої Польщі. Найбільше злочинів було скоєно у Помор'ї (нім. Intelligenzaktion in Pomerania; близько 30000 смертей), Великопольщі (нім. Intelligenzaktion Posen; близько 2000 жертв), Мазовії (нім. Intelligenzaktion Masowien; бл. 6,7 тис. жертв), Сілезії (нім. Intelligenzaktion Schlesien); бл. 2 тис. жертв), у Лодзі (нім. Intelligenzaktion Litzmannstadt; бл. 1,5 тис. жертв), а також у ході т. зв. спеціальних акцій, найбільшою з яких була АБ-акція (нім. Außerordentliche Befriedungsaktion; бл. 3500 жертв) та «Sonderaktion Krakau» і «Zweite Sonderaktion Krakau» (з близько 187 жертвами, насамперед ученими та науково-педагогічними працівниками Ягеллонського університету). До числа цих злодіянь входить і вбивство польських професорів у Львові, де в 1939-41 рр. порядкували Совіти і лише з нападом нацистської Німеччини на СРСР на зміну радянським репресіям проти поляків прийшли німецькі.

## Історія
З початком нацистської агресії проти СРСР Станиславів спершу зайняли війська угорського союзника Гітлера адмірала Горті. Угорські військовики доброзичливо ставилися до польського населення Західної України. Тим часом, новостворена українська міліція почала розправу з українцями, які співпрацювали з радянською владою.
Після встановлення у Станиславові німецької влади, остання почала знищувати єврейське населення міста. Начальником Станиславівського гестапо став гауптштурмфюрер СС Ганс Крюгер, який перед цим брав участь у вбивствах львівських професорів. За його наказом, 8 і 9 серпня 1941 року українська поліція заарештувала польську інтелігенцію, головним чином учителів. До списку таких людей потрапили вчителі-поляки, яких визнали комуністами через те, що ті викладали за радянської влади. Їх заарештовували, скликаючи буцімто на нараду у зв'язку з наближенням нового навчального року. Решту забирала з домівок українська поліція. Полякам пояснювали, що їх викликають на короткий допит. Спокійна та ввічлива поведінка поліцаїв не породила у заарештованих підозр щодо намірів німців і вони слухняно віддавалися на волю випадку. На думку польського журналіста Тадеуша Ольшанського, німці ретельно підготували українську поліцію до цієї акції. Загалом, 8-9 серпня 1941 року було заарештовано близько 300 поляків.
Заарештованих утримували у в'язниці гестапо і використовували на будівельних роботах поблизу садів Браха. Спочатку з ними можна було вступити у спілкування. Згодом по людях, які пробували наблизитися до в'язнів за роботою, українські охоронці відкривали вогонь.
У ніч проти 15 серпня 1941 року більшість заарештованих поляків, близько 250 чоловік, перевезли вантажівками в Чорний Ліс, у район села Павелче, де розстріляли, а трупи закопали на місці. Страту пережив один поляк, лісничий із Солотвина, який користуючись дощем і неуважністю конвоїрів, зсунувся з ваговоза і втік. Перед самим розстрілом німці зібрали гурт селян із Павелча і звеліли їм викопати ями в Чорному Лісі.
Долю загиблих приховували від їхніх сімей, які продовжували докладати зусиль, щоб звільнити ув'язнених. У вересні 1941 року сім'ї, занепокоєні відсутністю інформації, вирядили делегацію в управління гестапо, проте Ганс Крюгер запевнив, що вчителі живі і перебувають під слідством. Він дозволив присилати продовольчі посилки та одяг для прийдешньої зими. Ті харчі віддавали собакам, а одяг розбирали собі тюремні наглядачі.
Про скоєння злочину прохопився узимку 1942 року німецький прокурор Роттер у розмові з д-ром Кароліною Лянцкоронською, яка приїхала до Станиславова як представниця Головної опікунської ради — організації, завданням якої було надання гуманітарної допомоги в'язням нацистських тюрем. Також і Крюгер, будучи впевненим, що Лянцкоронська з в'язниці не вийде, під час допиту похвалився своєю участю у вбивстві професорів Львова, натякаючи, що те саме трапилося і з учителями зі Станиславова.

## Увічнення пам'яті
Колективні могили розстріляних у Чорному Лісі було виявлено в 1988 році завдяки старанням сімей загиблих і з допомогою місцевого українського населення. Це були 8 ям розмірами 10 на 12 м. 1991 року коштом Ради охорони пам'яті боротьби і мучеництва на місці страти з'явилися дошка і пам'ятник.
На вшанування пам'яті про вбитих поляків у Чорному Лісі у серпні 2011 року було відкрито хрест. В урочистостях взяли участь голова Івано-Франківської облдержадміністрації Михайло Вишиванюк та секретар Ради охорони пам'яті боротьби і мучеництва Анджей Кшиштоф Кунерт, а також родини жертв.